# Oberzentrum Südthüringen
Das Oberzentrum Südthüringen ist ein Oberzentrum im Süden des Freistaates Thüringen. Es wird funktionsteilig von den sechs Städten Suhl, Zella-Mehlis, Schleusingen, Oberhof, Meiningen und Schmalkalden gebildet.
Das Oberzentrum Südthüringen sowie die Oberzentren Eisenach und Nordhausen wurden 2024 im Rahmen der Teilfortschreibung des bestehenden Landesentwicklungsprogramms (LEP) von 2014 neu gebildet und sollen der Gewährleistung gleichwertiger Lebensverhältnisse und Stärkung aller Landesteile dienen. Am 16. Januar 2024 hat die Thüringer Landesregierung den zweiten Entwurf zur Änderung des Landesentwicklungsprogramms Thüringen beschlossen und zur Öffentlichkeits- und Behördenbeteiligung freigegeben. Nach Abschluss der Beteiligung hat am 9. Juli 2024 das Kabinett der Thüringer Landesregierung die Teilfortschreibung des Landesentwicklungsprogramms beschlossen, die damit in Kraft trat.
Da in Südthüringen keine Stadt die alleinige Voraussetzung für ein Oberzentrum besitzt, wurde mit wissenschaftlich fundierter Raumplanung das Oberzentrum Südthüringen mit den genannten Städten gebildet. Insbesondere die beiden größten Städte Suhl (u. a. Landes- und Bundesbehörden, Deutsche Rentenversicherung, Einkaufszentren, Congress Centrum) und Meiningen (u. a. mehrere Gerichte und Staatsanwaltschaft, Staatstheater, Staatsarchiv, Kunstmuseum) können zahlreiche bereits bestehende oberzentrale Funktionen aufweisen (siehe Tabelle). Die Einwohnerzahl des Oberzentrums Südthüringen beträgt 102.984 (Stand 31. Dezember 2024).
| Stadt        | Status     | Einwohnerzahl (31. Dezember 2024) | Anteilige Funktionen                                                             | Bild |
| ------------ | ---------- | --------------------------------- | -------------------------------------------------------------------------------- | ---- |
| Suhl         | Kreisfrei  | 34.685                            | Behörden Wirtschaft Einzelhandel Gesundheitswesen Kongresszentrum Verkehrsknoten |      |
| Meiningen    | Kreisstadt | 25.002                            | Justizzentrum Kultur Wirtschaft Fachhochschule Gesundheitswesen Verkehrsknoten   |      |
| Schmalkalden | Stadt      | 19.323                            | Hochschule Wirtschaft                                                            |      |
| Zella-Mehlis | Stadt      | 12.157                            | Wirtschaft Verkehrsknoten                                                        |      |
| Schleusingen | Stadt      | 10.225                            | Wirtschaft                                                                       |      |
| Oberhof      | Stadt      | 1592                              | Bedeutender Wintersport-, Erholungs- und Urlaubsort                              |      |